# Końskie (Basses-Carpates)
Pour l’article homonyme, voir Końskie.
Końskie est une localité polonaise de la gmina de Dydnia, située dans le powiat de Brzozów en voïvodie des Basses-Carpates.